# Кінонагорода MTV за найкраще комедійне виконання
Кінонагорода MTV за найкраще комедійне виконання (англ. MTV Movie Award for Best Comedic Performance) вручається з 1992 року.

## Переможці й номінанти

### 1990-ті
| Рік                 | Переможці й номінанти                   | Фільм                               | Роль |
| ------------------- | --------------------------------------- | ----------------------------------- | ---- |
| 1992                |                                         |                                     |      |
| Біллі Крістал       | Міські піжони                           | Мітч Роббінс                        |      |
| Дена Карві          | Світ Вейна                              | Гарт Алгар                          |      |
| Стів Мартін         | Батько нареченої                        | Джордж Стенлі Бенкс                 |      |
| Білл Мюррей         | А як же Боб?                            | Боб Вайлі                           |      |
| Майк Маєрс          | Світ Вейна                              | Вейн Кемпбелл                       |      |
| 1993                |                                         |                                     |      |
| Робін Вільямс       | Аладдін                                 | Джин                                |      |
| Вупі Голдберг       | Сестро, дій                             | Долорес / сестра Мері Кларенс       |      |
| Едді Мерфі          | Бумеранг                                | Маркус Грем                         |      |
| Білл Мюррей         | День бабака                             | Філ Коннорс                         |      |
| Джо Пеші            | Мій кузен Вінні                         | Вінсент Лагард «Вінні» Гамбіно      |      |
| 1994                |                                         |                                     |      |
| Робін Вільямс       | Місіс Даутфайр                          | Деніел Гіллард / Місіс Даутфайр     |      |
| Джим Керрі          | Ейс Вентура: Розшук домашніх тварин     | Ейс Вентура                         |      |
| Джонні Депп         | Бенні і Джун                            | Сем                                 |      |
| Вупі Голдберг       | Дій, сестро 2: Знову за старе           | Долорес / сестра Мері Кларенс       |      |
| Полі Шор            | Зять                                    | Фред «Кроул» Візел                  |      |
| 1995                |                                         |                                     |      |
| Джим Керрі          | Тупий та ще тупіший                     | Ллойд Крістмас                      |      |
| Тім Аллен           | Санта-Клаус                             | Скотт Келвін / Санта-Клаус          |      |
| Том Арнольд         | Правдива брехня                         | Альберт Гібсон                      |      |
| Джим Керрі          | Маска                                   | Стенлі Іпкіс                        |      |
| Адам Сендлер        | Біллі Медісон                           | Біллі Медісон                       |      |
| 1996                |                                         |                                     |      |
| Джим Керрі          | Ейс Вентура 2: Поклик природи           | Ейс Вентура                         |      |
| Кріс Фарлі          | Тюхтій Томмі                            | Томас Р. «Томмі» Каллахан           |      |
| Адам Сендлер        | Щасливчик Гілмор                        | «Щасливчик» Гілмор                  |      |
| Алісія Сільверстоун | Безголові                               | Шер Горовіц                         |      |
| Кріс Такер          | П'ятниця                                | Смокі                               |      |
| 1997                |                                         |                                     |      |
| Джим Керрі          | Кабельник                               | кабельник Ерні «Чіп» Дуглас         |      |
| Кріс Фарлі          | Ніндзя з Беверлі-Гіллз                  | Хару                                |      |
| Джанін Гарофало     | Правда про кішок та собак               | Еббі Барнс                          |      |
| Едді Мерфі          | Божевільний професор                    | проф. Шерман Кламп / Бадді Лав      |      |
| Робін Вільямс       | Клітка для пташок                       | Арманд Голдмен                      |      |
| 1998                |                                         |                                     |      |
| Джим Керрі          | Брехун, брехун                          | Флетчер Рід                         |      |
| Руперт Еверетт      | Весілля мого найкращого друга           | Джордж Доунз                        |      |
| Майк Маєрс          | Остін Паверс: Міжнародна людина-загадка | Остін Паверс і Доктор Зло           |      |
| Адам Сендлер        | Співак на весіллі                       | Роббі Гарт                          |      |
| Вілл Сміт           | Люди в чорному                          | агент J / Джеймс Даррел Едвардс III |      |
| 1999                |                                         |                                     |      |
| Адам Сендлер        | Водоноша                                | Боббі Буше                          |      |
| Камерон Діаз        | Дещо про Мері                           | Мері Дженсен                        |      |
| Кріс Рок            | Смертельна зброя 4                      | детектив Лі Бесквітер               |      |
| Бен Стіллер         | Дещо про Мері                           | Тед Стромен                         |      |
| Кріс Такер          | Година пік                              | детектив Джеймс Картер              |      |

### 2000-ні
| Рік                   | Переможці й номінанти                               | Фільм                               | Роль |
| --------------------- | --------------------------------------------------- | ----------------------------------- | ---- |
| 2000                  |                                                     |                                     |      |
| Адам Сендлер          | Великий тато                                        | Санні Коуфакс                       |      |
| Джейсон Біггз         | Американський пиріг                                 | Джим Левенстейн                     |      |
| Ice Cube              | Наступна п'ятниця                                   | Крейг Джонс                         |      |
| Майк Маєрс            | Остін Паверс: Шпигун, який мене звабив              | Остін Паверс і Доктор Зло           |      |
| Паркер Поузі          | Крик 3                                              | Дженіфер Джолі                      |      |
| 2001                  |                                                     |                                     |      |
| Бен Стіллер           | Знайомство з батьками                               | Гейлорд «Грег» Факер                |      |
| Джим Керрі            | Я, знову я та Ірен                                  | Чарлі Бейлігейтс / Генк Еванс       |      |
| Том Грін              | Дорожні пригоди                                     | Баррі Манілов                       |      |
| Мартін Ловренс        | Дім великої матусі                                  | Малкольм Тернер (агент ФБР)         |      |
| Едді Мерфі            | Божевільний професор II: Родина Клампів             | різні персонажі                     |      |
| 2002                  |                                                     |                                     |      |
| Різ Візерспун         | Білявка в законі                                    | Ел Вудз                             |      |
| Едді Мерфі            | Шрек                                                | Віслюк                              |      |
| Майк Маєрс            | Шрек                                                | Шрек                                |      |
| Шон Вільям Скотт      | Американський пиріг 2                               | Стівен «Стіфмайстер» Стіфлер        |      |
| Кріс Такер            | Година пік 2                                        | детектив Джеймс Картер              |      |
| 2003                  |                                                     |                                     |      |
| Майк Маєрс            | Остін Паверс: Золотий орган                         | Остін Паверс / Доктор Зло           |      |
| Седрік «Розважальник» | Перукарня                                           | Едді                                |      |
| Вілл Ферелл           | Старе загартування                                  | Френк Рікар                         |      |
| Джонні Ноксвілл       | Диваки                                              | камео                               |      |
| Адам Сендлер          | Мільйонер мимоволі                                  | Лонгфелло Дідс                      |      |
| 2004                  |                                                     |                                     |      |
| Джек Блек             | Школа року                                          | Дьюї Фін                            |      |
| Джим Керрі            | Брюс Всемогутній                                    | Брюс Нолан                          |      |
| Еллен Дедженерес      | У пошуках Немо                                      | Дорі                                |      |
| Джонні Депп           | Пірати Карибського моря: Прокляття «Чорної перлини» | Капітан Джек Спарроу                |      |
| Вілл Феррелл          | Ельф                                                | Бадді Гобс                          |      |
| 2005                  |                                                     |                                     |      |
| Дастін Гоффман        | Знайомство з Факерами                               | Бернард Факер                       |      |
| Антоніо Бандерас      | Шрек 2                                              | Кіт у чоботях                       |      |
| Вілл Ферелл           | Телеведучий: Легенда про Рона Борганді              | Рональд Джозеф Аарон «Рон» Борганді |      |
| Вілл Сміт             | Метод Хітча                                         | Алекс Хітченс (Хітч)                |      |
| Бен Стиллер           | Дюплекс                                             | Алекс Роуз                          |      |
| 2006                  |                                                     |                                     |      |
| Стів Карелл           | Сорокалітній незайманий                             | Енді Стітцер                        |      |
| Тайлер Перрі          | Возз’єднання сім’ї Мадеї                            | Мейбл «Мадея» Сіммонс               |      |
| Адам Сендлер          | Все або нічого                                      | Пол Кру                             |      |
| Овен Вілсон           | Непрохані гості                                     | Джон Беквіт                         |      |
| Вінс Вон              | Непрохані гості                                     | Джеремі Грей                        |      |
| 2007                  |                                                     |                                     |      |
| Саша Барон Коен       | Борат                                               | Борат Сагдієв                       |      |
| Емілі Блант           | Диявол носить «Прада» (фільм)                       | Емілі Чартон                        |      |
| Вілл Ферелл           | Леза слави                                          | Чезз Майкл Майклс                   |      |
| Адам Сендлер          | Клік: З пультом по життю                            | Майкл Ньюман                        |      |
| Бен Стиллер           | Ніч у музеї                                         | Ларрі Дейлі                         |      |
| 2008                  |                                                     |                                     |      |
| Джонні Депп           | Пірати Карибського моря: На краю світу              | Капітан Джек Спарроу                |      |
| Емі Адамс             | Зачарована                                          | Жизель                              |      |
| Джона Гілл            | Суперперці                                          | Сет                                 |      |
| Сет Роґен             | Трошки вагітна                                      | Бен Стоун                           |      |
| Адам Сендлер          | Чак і Ларрі: Запальні молодята                      | Чак Левін                           |      |
| 2009                  |                                                     |                                     |      |
| Джим Керрі            | Завжди кажи «Так»                                   | Карл Аллен                          |      |
| Стів Карелл           | Будь кмітливим                                      | Максвелл Смарт                      |      |
| Анна Фаріс            | Хлопцям це подобається                              | Шеллі                               |      |
| Джеймс Франко         | Ананасовий експрес                                  | Сол Сільвер                         |      |
| Емі Полер             | Ой, матінко                                         | Енджі Островськи                    |      |

### 2010-ті
| Рік                           | Переможці й номінанти                                                                                  | Фільм                                                                                           | Роль |
| ----------------------------- | --- | ----------------------------------------------------------------------------------------------- | ---- |
| 2010                          | |                                                                                                 |      |
| Зак Галіфіанакіс              | Похмілля у Вегасі                                                                                      | Алан Гарнер                                                                                     |      |
| Сандра Буллок                 | Освідчення                                                                                             | Маргарет Тейт                                                                                   |      |
| Бредлі Купер                  | Похмілля у Вегасі                                                                                      | Філ Веннек                                                                                      |      |
| Раян Рейнольдс                | Освідчення                                                                                             | Ендрю Пекстон                                                                                   |      |
| Бен Стиллер                   | Ніч у музеї 2                                                                                          | Ларрі Дейлі                                                                                     |      |
| 2011                          | |                                                                                                 |      |
| Емма Стоун                    | Легковажна Я                                                                                           | Олів Пендергаст                                                                                 |      |
| Рассел Бренд                  | Зірковий ескорт                                                                                        | Алдус Сноу                                                                                      |      |
| Вілл Форте                    | СуперМакҐрубер                                                                                         | МакҐрубер                                                                                       |      |
| Зак Галіфіанакіс              | Встигнути до                                                                                           | Ітан Трембле                                                                                    |      |
| Ештон Кутчер                  | Більше ніж секс                                                                                        | Адам                                                                                            |      |
| Адам Сендлер                  | Дружина напрокат                                                                                       | Даніель «Денні» Маккабі                                                                         |      |
| 2012                          | |                                                                                                 |      |
| Мелісса Маккарті              | Подружки нареченої                                                                                     | Меґан Прайс                                                                                     |      |
| Джона Гілл                    | Мачо і ботан                                                                                           | Мортон Шмідт                                                                                    |      |
| Крістен Віг                   | Подружки нареченої                                                                                     | Енні Волкер                                                                                     |      |
| Олівер Купер                  | Проєкт Х: Дорвались                                                                                    | Коста                                                                                           |      |
| Зак Галіфіанакіс              | Похмілля-2: з Вегаса до Бангкока                                                                       | Алан Гарнер                                                                                     |      |
| 2014                          | |                                                                                                 |      |
| Джона Гілл                    | Вовк з Уолл-стріт                                                                                      | Донні Азофф                                                                                     |      |
| Джейсон Судейкіс              | Ми — Міллери                                                                                           | Девід Кларк                                                                                     |      |
| Джонні Ноксвілл               | Диваки 2: Дід-поганець                                                                                 | Ірвінг Зісман                                                                                   |      |
| Кевін Гарт                    | Шалений патруль                                                                                        | Бен Барбер                                                                                      |      |
| Мелісса Маккарті              | Озброєні і небезпечні                                                                                  | Шеннон Муллінс                                                                                  |      |
| Саймон Пегг                   | Кінець світу                                                                                           | Ґері Кінґ                                                                                       |      |
| 2015                          | |                                                                                                 |      |
| Ченнінг Татум                 | Мачо і ботан 2                                                                                         | Ґреґ Дженко                                                                                     |      |
| Кріс Пратт                    | Вартові галактики                                                                                      | Пітер Квіл / Зоряний Лицар                                                                      |      |
| Кріс Рок                      | П'ятірка лідерів                                                                                       | Андре Аллен                                                                                     |      |
| Кевін Гарт                    | Весільний майстер                                                                                      | Джиммі Каллаан / Бік Мітчем                                                                     |      |
| Роуз Бірн                     | Сусіди                                                                                                 | Келлі Раднер                                                                                    |      |
| 2016                          | |                                                                                                 |      |
| Раян Рейнольдс                | Дедпул                                                                                                 | Вейд Вілсон/Дедпул                                                                              |      |
| Емі Шумер                     | Дівчина без комплексів                                                                                 | Емі Таунсенд                                                                                    |      |
| Кевін Гарт                    | Шалений патруль 2                                                                                      | Бен Барбер                                                                                      |      |
| Мелісса Маккарті              | Шпигунка                                                                                               | Сьюзен Купер                                                                                    |      |
| Ребел Вілсон                  | Ідеальний голос 2                                                                                      | Корова (Жирна) Емі (Патриція)                                                                   |      |
| Вілл Феррелл                  | Тримайся                                                                                               | Джеймс Кінг                                                                                     |      |
| 2017                          | |                                                                                                 |      |
| Ліл Рел Говері                | Пастка                                                                                                 | Род Вільямс                                                                                     |      |
| Вілл Арнетт                   | Lego Фільм: Бетмен                                                                                     | Бетмен / Брюс Вейн                                                                              |      |
| Адам Дівайн                   | Трудоголіки                                                                                            | Адам Двейн Дімамп                                                                               |      |
| Ілана Глейзер Еббі Джейкобсон | Брод Сіті                                                                                              | Ілана Векслер Еббі Абрамс                                                                       |      |
| Сет Роґен                     | Повний розковбас                                                                                       | Френк                                                                                           |      |
| Сет Мак-Фарлейн               | Сім'янин                                                                                               | Пітер Гріфін, Стьюї Гріфін, Браян Гріфін, Гленн Куагмайр, Том Такер, Картер П'ютершмідт та інші |      |
| 2018                          | |                                                                                                 |      |
| Тіффані Геддіш                | Ульотні дівчата                                                                                        | Діна                                                                                            |      |
| Блек Джек                     | Джуманджі: Поклик джунглів                                                                             | професор Шелдон Оберон                                                                          |      |
| Ден Леві                      | Шиттс-Крік                                                                                             | Девід Роуз                                                                                      |      |
| Кейт Маккінон                 | Суботнього вечора в прямому ефірі Розваги дорослих дівчат Чарівний шкільний автобус знову повертається | різноманітні ролі Піппа міс Фіона Фелісіті Фрізл                                                |      |
| Емі Шумер                     | Красуня на всю голову                                                                                  | Рене Беннетт                                                                                    |      |
| 2019                          | |                                                                                                 |      |
| Ден Леві                      | Шиттс-Крік                                                                                             | Девід Роуз                                                                                      |      |
| Аквафіна                      | Шалено багаті азійці                                                                                   | Го Пек Лін                                                                                      |      |
| Марсай Мартін                 | Мала                                                                                                   | 13-річна Джордан Сандерс                                                                        |      |
| Джон Малейні                  | Великий рот                                                                                            | Ендрю Глоуберман                                                                                |      |
| Захарі Лівай                  | Шазам!                                                                                                 | Шазам                                                                                           |      |

### 2020-ті
| Рік              | Переможці й номінанти  | Фільм                        | Роль |
| ---------------- | ---------------------- | ---------------------------- | ---- |
| 2021             |                        |                              |      |
| Леслі Джонс      | Поїздка до Америки 2   | Мері Джунсон                 |      |
| Ерік Андре       | Невдала поїздка        | Кріс Кері                    |      |
| Енні Мерфі       | Шиттс-Крік             | Алексіс Роуз                 |      |
| Ісса Рей         | Біла ворона            | Ісса Ді                      |      |
| Джейсон Судейкіс | Тед Лассо              | Тед Лассо                    |      |
| 2022             |                        |                              |      |
| Раян Рейнольдс   | Персонаж               | Ґай / Хлопець, Дююд / Чувак  |      |
| Джон Сіна        | Миротворець            | Крістофер Сміт / Миротворець |      |
| Бретт Ґолдштейн  | Тед Лассо              | Рой Кент                     |      |
| Джонні Ноксвілл  | Диваки назавжди        | камео                        |      |
| Меган Сталтер    | Хитрощі                | Кайла                        |      |
| 2023             |                        |                              |      |
| Адам Сендлер     | Загадкове вбивство 2   | Нік Спітц                    |      |
| Квінта Брансон   | Початкова школа Ебботт | Джанін Тігс                  |      |

## Цікаві факти
- Рекордсменом за кількістю зібраних нагород (5) є Джим Керрі (9 номінацій). Адам Сендлер має 3 нагороди (11 номінацій).
- 2013 року переможець не визначався, а Вілл Ферелл отримав спеціальну Нагороду комедійного генія.